# Qin Haiyang
Qin Haiyang (en chino: 覃海洋; Zhuzhou, 17 de mayo de 1999) es un deportista chino que compite en natación, especialista en el estilo braza.
Participó en dos Juegos Olímpicos de Verano, en los años 2020 y 2024, obteniendo dos medallas en París 2024, oro en 4 × 100 m estilos y plata en 4 × 100 m estilos mixto.
Ganó nueve medallas en el Campeonato Mundial de Natación, en los años 2023 y 2025, y cuatro medallas en el Campeonato Mundial de Natación en Piscina Corta entre los años 2018 y 2024.
En julio de 2023 estableció una nueva plusmarca mundial de los 200 m braza (2:05,48).

## Palmarés internacional
| Juegos Olímpicos                    | Juegos Olímpicos      | Juegos Olímpicos  | Juegos Olímpicos        |
| Año                                 | Lugar                 | Medalla           | Prueba                  |
| ----------------------------------- | --------------------- | ----------------- | ----------------------- |
| 2024                                | París (Francia)       | Medalla de oro    | 4 × 100 m estilos       |
| 2024                                | París (Francia)       | Medalla de plata  | 4 × 100 m estilos mixto |
| Campeonato Mundial                  |                       |                   |                         |
| Año                                 | Lugar                 | Medalla           | Prueba                  |
| 2023                                | Fukuoka (Japón)       | Medalla de oro    | 50 m braza              |
| 2023                                | Fukuoka (Japón)       | Medalla de oro    | 100 m braza             |
| 2023                                | Fukuoka (Japón)       | Medalla de oro    | 200 m braza             |
| 2023                                | Fukuoka (Japón)       | Medalla de oro    | 4 × 100 m estilos mixto |
| 2023                                | Fukuoka (Japón)       | Medalla de plata  | 4 × 100 m estilos       |
| 2025                                | Singapur (Singapur)   | Medalla de oro    | 100 m braza             |
| 2025                                | Singapur (Singapur)   | Medalla de oro    | 200 m braza             |
| 2025                                | Singapur (Singapur)   | Medalla de plata  | 4 × 100 m estilos mixto |
| 2025                                | Singapur (Singapur)   | Medalla de bronce | 50 m braza              |
| Campeonato Mundial en Piscina Corta |                       |                   |                         |
| Año                                 | Lugar                 | Medalla           | Prueba                  |
| 2018                                | Hangzhou (China)      | Medalla de plata  | 200 m braza             |
| 2022                                | Melbourne (Australia) | Medalla de bronce | 200 m braza             |
| 2024                                | Budapest (Hungría)    | Medalla de oro    | 50 m braza              |
| 2024                                | Budapest (Hungría)    | Medalla de oro    | 100 m braza             |